# Bajmok
Bajmok (serbisch-kyrillisch Бајмок, kroatisch Bajmak, deutsch Nagelsdorf) ist ein Dorf in der Opština Subotica und im Okrug Severna Bačka in der autonomen Provinz Vojvodina in Serbien.

## Geographie
Bajmok befindet sich im Süden der Pannonischen Tiefebene und neun Kilometer von der serbisch-ungarischen Grenze entfernt.
Vom Dorf aus sind es 23 Kilometer bis nach Subotica, 19 Kilometer bis nach Bačka Topola, 33 Kilometer bis nach Sombor und 101 Kilometer bis zur Provinzhauptstadt Novi Sad.

## Einwohner
Laut der letzten Volkszählung im Jahre 2002 (Eigennennung) gab es folgende ethnische Zusammensetzung in Bajmok:
- 2.900 (33,78 %) Serben
- 2.450 (28,54 %) Magyaren
- 1.266 (14,75 %) Bunjewatzen
- 700 (8,15 %) Kroaten
- 454 (5,29 %) Jugoslawen
- 102 (1,19 %) Montenegriner
- andere

### 1900
Im Jahr 1900 gab es 7.588 Einwohner, davon:
- Magyaren: 3.599 (47,4 %)
- Bunjewatzen 1.980 (26,1 %)
- Deutsche: 1.980 (26,1 %)
- Serben: 21
- Slowaken: 8
- andere

### 1931

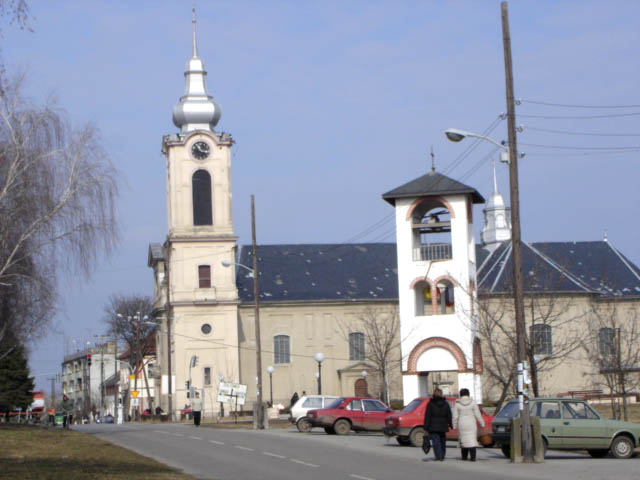
Die katholische Kirche in Bajmok

Im Jahr 1931 gab es 11.326 Einwohner, davon:
- Jugoslawen: 4.597 (40,6 %)
- Magyaren: 4.276 (37,8 %)
- Deutsche: 2.347 (20,7 %)
- Juden: 79
- Russen: 16
- andere

### Weitere Volkszählungen
- 1791: über 1.000
- 1826: 3.715
- 1890: 7.151
- 1900: 7.588
- 1921: 8.733
- 1931: 11.326
- 1948: 11.188
- 1953: 10.829
- 1961: 11.714
- 1971: 10.861
- 1981: 9.586
- 1991: 8.620

Nach dem Zweiten Weltkrieg musste die Mehrheit der Deutschen Bajmok verlassen. Stattdessen siedelten sich Serben an.

## Bekannte Personen
- Lajčo Budanović (1873–1958), Schriftsteller und Bischof
- Stipan Kopilović (1877–1924), Maler
- Ana Bešlić (1912–2008), Bildhauerin

## Sport
- sportsko društvo Radnički